# 福氏哈氏甲鯰
福氏哈氏甲鯰，為輻鰭魚綱鯰形目甲鯰科的其中一種，為熱帶淡水魚，分布於南美洲Oyapock河流域，體長可達22.2公分，棲息在沙石底質底層水域，生活習性不明。

## 扩展阅读
維基物種上的相關：福氏哈氏甲鯰